# Ninots
Un ninot és cadascuna de les figures de cartó pedra o altres materials que componen una falla.
El ninot és confeccionat amb materials combustibles que generalment ocupa la base de les Falles de València i Fogueres de Sant Joan a Alacant.
Amb caràcter crític o burlesc, apareixen en les falles o en les fogueres i cremen en la nit del 19 de març i 24 de juny respectivament. Els ninots que per elecció popular o personal se salven de les flames de foc reben el nom de "ninot indultat".3 Esta tradició va començar durant la Segona República i es va consolidar en els anys de la postguerra.

### Exposició del ninot
A València, durant les setmanes prèvies a les festivitats de les falles es realitza una exposició composta per ninots de totes les comissions falleres de la ciutat en un recinte situat en el Museu Príncep Felip a la Ciutat de les Arts i les Ciències. Dos ninots d'esta exposició, un representant de les falles infantils i un altre per la resta, són seleccionats pels visitants mitjançant vot per a salvar-se de les flames, igual que els ninots seleccionats per les falleres majors en cada comissió la nit prèvia a la cremá: els ninots indultats.Els ninots indultats passaran a formar part del Museu Faller de València, l'únic museu del món que elegix les seues peces per votació popular.
En algunes poblacions de la província de València com Alboraia, també han exhibit, a menor escala, les seues pròpies exposicions del ninot de les comissions falleres.
A la ciutat d'Alacant també es realitza una exposició del ninot. Té lloc en les setmanes prèvies a les Fogueres de Sant Joan a la sala d'exposicions de la Llotja del Peix, gestionada per la Regidoria de Cultura alacantina.